# Sierra del Trigo
La Sierra del Trigo es un monte de la cordillera que forma la Sierra de Alta Coloma. Su pico más alto se encuentra a 1660 m s. n. m., denominado Pico del Paredón. Se sitúa al Sur de la provincia de Jaén, en el límite con la de Granada, cerca de Noalejo. A lo largo de la cumbre de la misma se ubica el Parque Eólico Sierra del Trigo, por ahora el único de la provincia de Jaén.

## Parque Eólico Sierra del Trigo
El Parque Eólico Sierra del Trigo tiene 23 turbinas eólicas instaladas, de una potencia cada una de ellas de 660 kW y un diámetro de 47 m. Generan por tanto una potencia nominal de 15,18 MW. Esto supone el 18,7 % de la energía renovable producida en la provincia de Jaén. La Sierra del Trigo y por tanto el Parque Eólico se encuentran ubicados en los términos municipales de Noalejo, Campillo de Arenas y Valdepeñas de Jaén. El Parque fue construido por la compañía Gamesa Eólica en 2002. Ocupa una superficie de 6 Ha y contó para su construcción con un presupuesto de 18'6 millones de euros.

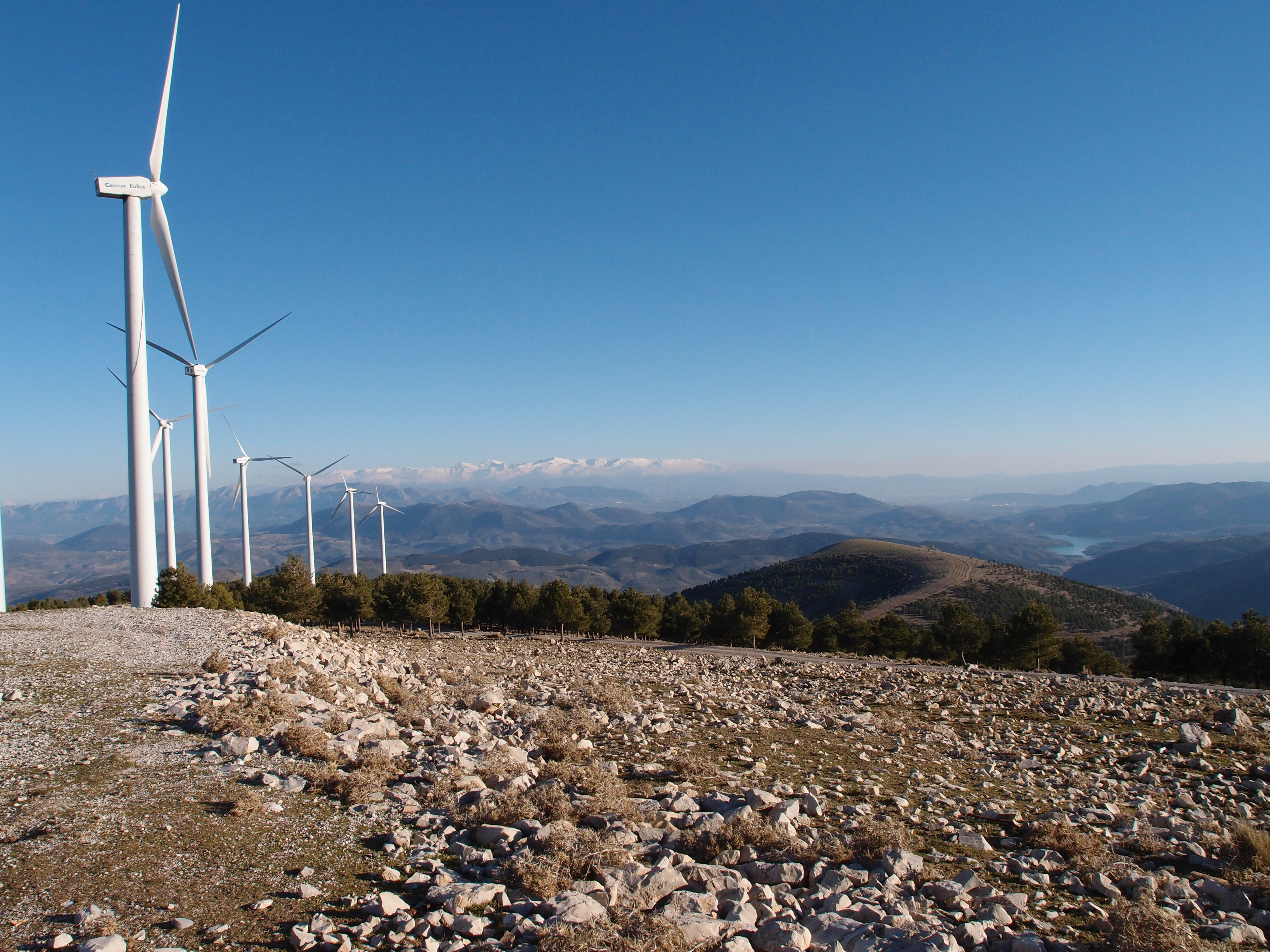
Vistas al fondo de Sierra Nevada y del embalse de Colomera desde el Parque Eólico de la Sierra del Trigo.